# 日震
日震這個名詞原來是由地震衍生出來的，日震的研究方向包含了太陽的溫度、密度、運動、磁場等等的太陽內部的結構狀況，日震是利用觀測太陽表面的震波來了解太陽內部的結構。每個星球都有地震，恆星及行星甚至是隕石都可能有地震現象的發生，因此，研究日震必可依靠地震的研究方法來研究太陽的地震結構。